# منيف بن شيحة
منيف بن شيحة، أمير المدينة المنورة من سنة 657 هـ إلى سنة 659 هـ.

## نسبه
منيف بن شيحة بن هاشم بن قاسم بن مهنا بن حسين بن مهنا بن داود بن القاسم بن عبيد الله بن طاهر بن يحيى بن الحسين بن جعفر بن عبد الله ابن الحسين بن علي ابن الحسين بن علي بن أبي طالب الحسيني.

## سيرته
مع قيام السلطنة المملوكية في مصر سنة 648هـ/1250م كان أمير المدينة عيسى بن شيحة بن هاشم بن قاسم بن مهنا، وقد استغل الجمامزة فرصة مقتل والده فهاجموا المدينة للاستيلاء عليها فتصدى الأمير عيسى للمهاجمين: «وقبض عليهم وقيل إنه قتلهم». قام الشريف عيسى لأجل توطيد سلطته بإخراج أخويه مُنيف وجمَّاز  من المدينة، مما حملهما على التآمر ضده فاتفقا مع وزيره على إدخالهما للمدينة، فتم لهما ذلك فدخلا الحصن العتيق قصر إمارة المدينة وقبضا على أخيهما عيسى وسجناه سنة 649هـ/1251م، وتولى الإمارة أبو الحسين منيف بن شيحة يساعده في ذلك أخوه جماز حتى سنة 659هـ/1260م عندما توفي منيف وخلفه أخوه عز الدين جماز.

## وفاته
توفى سنة  هـ.

## وصلات خارجية
مركز بحوث ودرسات المدينة المنورة
تاريخ الحكام والسلالات الحاكمة 